# Akratitos Ano Liosia
Der Akratitos FC ist ein griechischer Fußballverein aus Ano Liosia, einer Vorstadt von Athen. Lange Jahre fristete der Verein in unteren Ligen sein eher unbeachtetes Dasein, doch 2001 gelang der überraschende Sprung in die höchste Spielklasse Griechenlands. Dort konnte sich der Verein vier Jahre lang halten (2001–2004, 2005/06) und 2003 nahm er sogar an einem internationalen Wettbewerb teil, doch in der ersten Runde des UEFA Intertoto Cups unterlag der Club dem finnischen Vertreter AC Allianssi (0:0, 0:1). Nach dem Abstieg 2006 zog sich der Verein aus finanziellen Gründen aus dem Profifußball in die Viertklassigkeit zurück, mittlerweile ist er nur noch fünftklassig unterwegs (West Attica Alpha Division). Der Club hatte auch zu Erstligazeiten immer ein Zuschauerproblem, die 26 Besucher in der Partie gegen Skoda Xanthi bedeuten den absoluten Minusrekord in der Alpha Ethniki. Die Heimspiele werden im knapp 5.000 Zuschauer fassenden Yiannis-Pathiakakis-Stadion ausgetragen.

## Spieler
- Marco Förster (2000–2001)
- Oliver Otto (2001–2002)
- Paolo Vanoli (2005)
- Froylán Ledezma (2005–2006)